# Ocnophila illegitima
Ocnophila illegitima är en insektsart som beskrevs av Brunner von Wattenwyl 1907. Ocnophila illegitima ingår i släktet Ocnophila och familjen Diapheromeridae. Inga underarter finns listade i Catalogue of Life.